# Сканирующий зондовый микроскоп

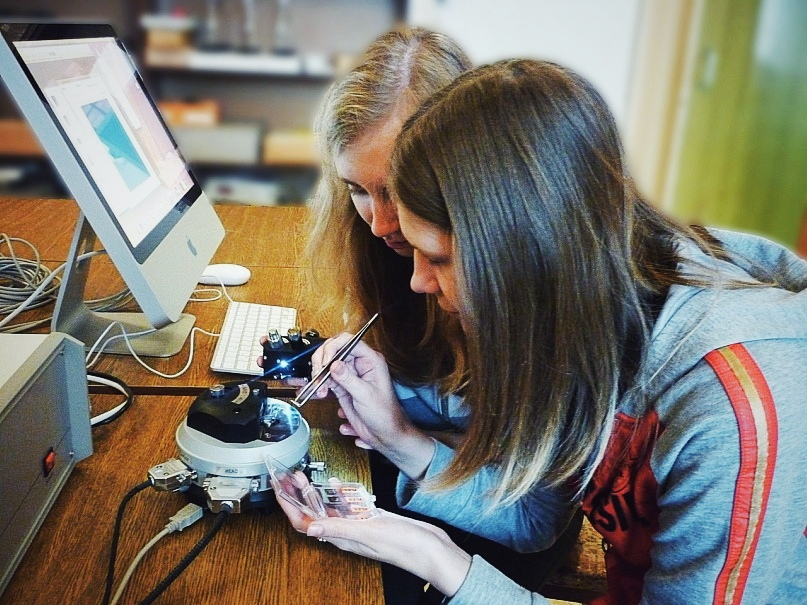
Исследование шероховатой поверхности образца с помощью наноэдьюкатора. В отличие от сканирующего туннельного микроскопа, с помощью атомно-силового микроскопа можно исследовать как проводящие, так и непроводящие поверхности.

Сканирующие зондовые микроскопы (СЗМ, англ. SPM — scanning probe microscope) — класс микроскопов для получения изображения поверхности и её локальных характеристик. Процесс построения изображения основан на сканировании поверхности зондом. В общем случае позволяет получить трёхмерное изображение поверхности (топографию) с высоким разрешением.
Сканирующий зондовый микроскоп в современном виде изобретен (принципы этого класса приборов были заложены ранее другими исследователями) Гердом Карлом Биннигом и Генрихом Рорером в 1981 году. За это изобретение были удостоены Нобелевской премии по физике в 1986 году, которая была разделена между ними и изобретателем просвечивающего электронного микроскопа Э. Руска. Отличительной особенностью СЗМ является наличие:
- зонда,
- системы перемещения зонда относительно образца по 2-м (X-Y) или 3-м (X-Y-Z) координатам,
- регистрирующей системы.

Регистрирующая система фиксирует значение функции, зависящей от расстояния зонд-образца. Обычно регистрируемое значение обрабатывается системой отрицательной обратной связи, которая управляет положением образца или зонда по одной из координат (Z). В качестве системы обратной связи чаще всего используется ПИД-регулятор.
Основные типы сканирующих зондовых микроскопов:
- Сканирующий атомно-силовой микроскоп

Схема работы сканирующего туннельного микроскопа

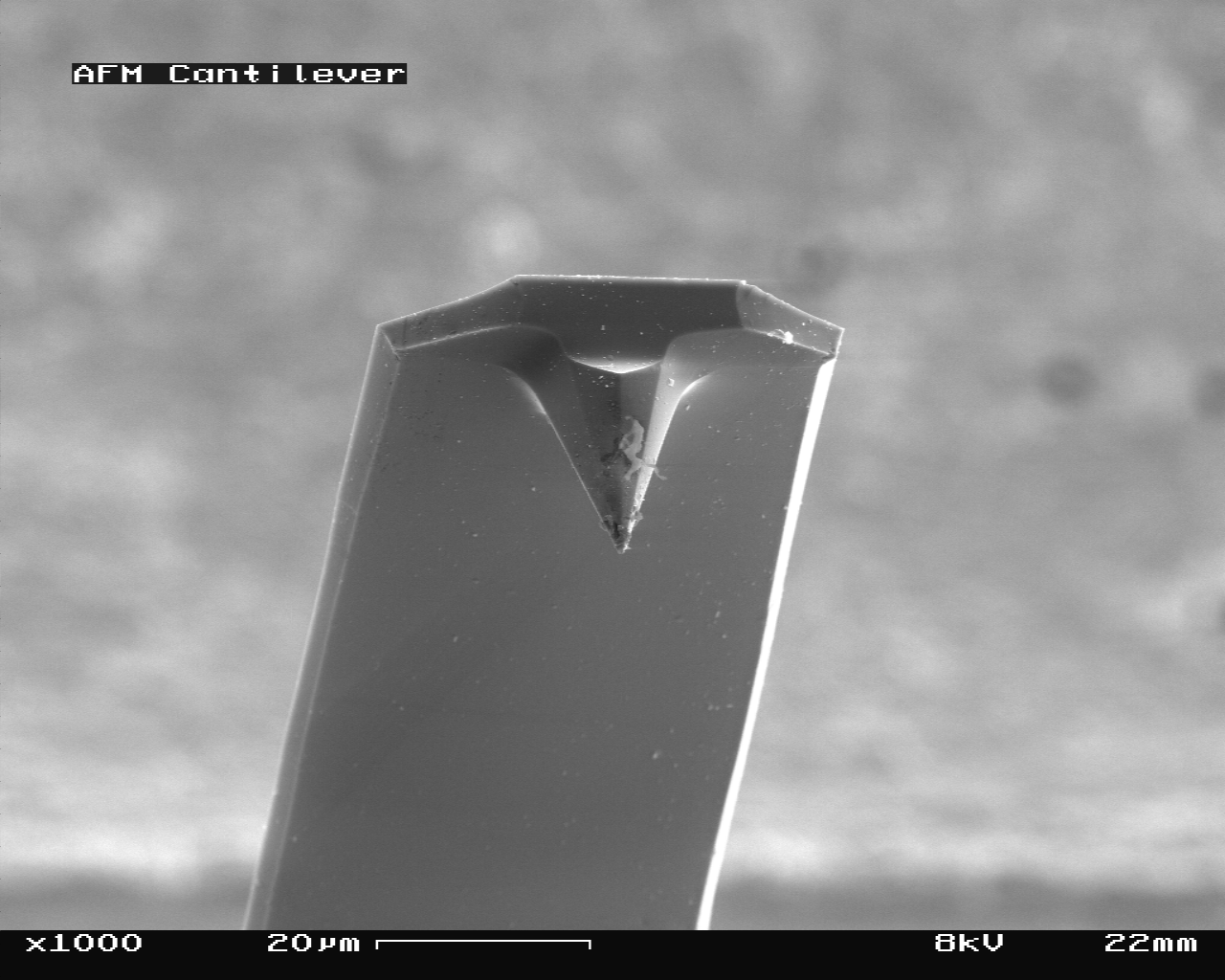
Кантилевер атомно-силового микроскопа (СЭМ изображение, увеличение 1000×)

- Сканирующий туннельный микроскоп
- Ближнепольный оптический микроскоп

## Принцип работы

Схема работы атомно-силового микроскопа

Работа сканирующего зондового микроскопа основана на взаимодействии поверхности образца с зондом (кантилевер, игла или оптический зонд). При малом расстоянии между поверхностью и зондом действие сил взаимодействия (отталкивания, притяжения, и других сил) и проявление различных эффектов (например, туннелирование электронов) можно зафиксировать с помощью современных средств регистрации. Для регистрации используют различные типы сенсоров, чувствительность которых позволяет зафиксировать малые по величине возмущения. Для получения полноценного растрового изображения используют различные устройства развертки по осям X и Y (например, пьезотрубки, плоскопараллельные сканеры).
Основные технические сложности при создании сканирующего зондового микроскопа:
- Конец зонда должен иметь размеры, сопоставимые с исследуемыми объектами.
- Обеспечение механической (в том числе тепловой и вибрационной) стабильности на уровне лучше 0,1 ангстрема.
- Детекторы должны надежно фиксировать малые по величине возмущения регистрируемого параметра.
- Создание прецизионной системы развёртки.
- Обеспечение плавного сближения зонда с поверхностью.

## Особенности работы

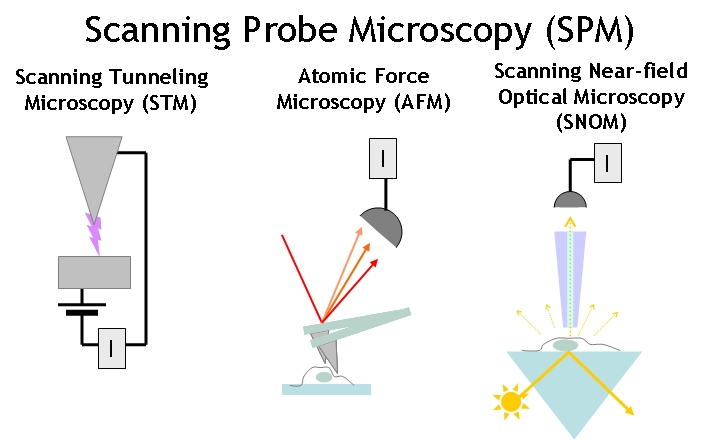
Сканирующий туннельный микроскоп (СТМ) — для получения изображения используется туннельный ток между зондом и образцом, что позволяет получить информацию о топографии и электрических свойствах образца.
Атомно-силовой микроскоп (АСМ) — регистрирует различные силы между зондом и образцом. Позволяет получить топографию поверхности и её механические свойства.
Сканирующий ближнепольный микроскоп (СБОМ) — для получения изображения используется эффект ближнего поля

В настоящий момент в большинстве исследовательских лабораторий сканирующая зондовая и электронная микроскопия используются как дополняющие друг друга методы исследования в силу ряда физических и технических особенностей.
В сравнении с растровым электронным микроскопом (РЭМ) сканирующий зондовый микроскоп обладает рядом преимуществ. Так, в отличие от РЭМ, который даёт псевдотрёхмерное изображение поверхности образца, СЗМ позволяет получить истинно трёхмерный рельеф поверхности. Кроме того, в общем случае сканирующий зондовый микроскоп позволяет получать изображение как проводящей, так и непроводящей поверхности, тогда как для изучения непроводящих объектов с помощью РЭМ необходимо металлизировать поверхность. Для работы с РЭМ необходим вакуум, в то время как большая часть режимов СЗМ предназначена для исследований на воздухе, в вакууме и жидкости. Благодаря этому, с помощью СЗМ возможно изучать материалы и биологические объекты в нормальных для этих объектов условиях. Например, изучение биомакромолекул и их взаимодействий, живых клеток. В принципе, СЗМ способен дать более высокое разрешение, чем РЭМ. Так, было показано, что СЗМ в состоянии обеспечить реальное атомное разрешение в условиях сверхвысокого вакуума при отсутствии вибраций. Сверхвысоковакуумный СЗМ по разрешению сравним с просвечивающим электронным микроскопом.
К недостатку СЗМ при его сравнении с РЭМ также следует отнести небольшой размер поля сканирования. РЭМ в состоянии просканировать область поверхности размером в несколько миллиметров в латеральной плоскости с перепадом высот в несколько миллиметров в вертикальной плоскости. У СЗМ максимальный перепад высот составляет несколько микрометров, как правило, не более 25 мкм, а максимальное поле сканирования в лучшем случае — порядка 150×150 микрометров. Другая проблема заключается в том, что качество изображения определяется радиусом кривизны кончика зонда, что при неправильном выборе зонда или его повреждении приводит к появлению артефактов на получаемом изображении. При этом подготовка образцов для СЗМ занимает меньше времени, чем для РЭМ.
Обычный СЗМ не в состоянии сканировать поверхность так же быстро, как это делает РЭМ. Для получения СЗМ-изображения требуется от нескольких минут до нескольких часов, в то время как РЭМ после откачки способен работать практически в реальном масштабе времени, хотя и с относительно невысоким качеством. Из-за низкой скорости развёртки СЗМ получаемые изображения оказываются искажёнными тепловым дрейфом, что уменьшает точность измерения элементов сканируемого рельефа. Для увеличения быстродействия СЗМ было предложено несколько конструкций, среди которых можно выделить зондовый микроскоп, названный видеоАСМ. ВидеоАСМ обеспечивает получение удовлетворительного качества изображений поверхности с частотой телевизионной развёртки, что даже быстрее, чем на обычном РЭМ. Однако, применение ВидеоАСМ ограничено, так как он работает только в контактном режиме и на образцах с относительно небольшим перепадом высот. Для коррекции вносимых термодрейфом искажений было предложено несколько способов.
Нелинейность, гистерезис и ползучесть (крип) пьезокерамики сканера также являются причинами сильных искажения СЗМ-изображений. Кроме того, часть искажений возникает из-за взаимных паразитных связей, действующих между X, Y, Z-манипуляторами сканера. Для исправления искажений в реальном масштабе времени современные СЗМ используют программное обеспечение (например, особенность-ориентированное сканирование) либо сканеры, снабжённые замкнутыми следящими системами, в состав которых входят линейные датчики положения. Некоторые СЗМ вместо сканера в виде пьезотрубки используют XY и Z-элементы, механически несвязанные друг с другом, что позволяет исключить часть паразитных связей. Однако в определённых случаях, например, при совмещении с электронным микроскопом или ультрамикротомами, конструктивно оправдано использование именно сканеров на пьезотрубках.

## Обработка полученной информации и восстановление полученных изображений

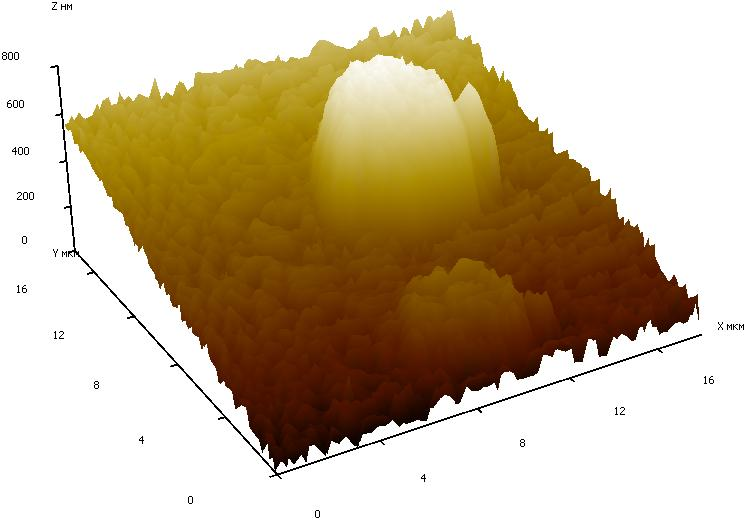
Пример СЗМ-скана: споры аспергилла, выращенного на чайной культуре на стеклянной подложке

Как правило, снятое на сканирующем зондовом микроскопе изображение трудно поддается расшифровке из-за присущих данному методу искажений. Практически всегда результаты первоначального сканирования подвергаются математической обработке. Для этого используется программное обеспечение, непосредственно поставляемое с СЗМ. Существует и программное обеспечение, распространяемое по GNU лицензии. Например, Gwyddion

## Современное состояние и развитие сканирующей зондовой микроскопии
В настоящее время сканирующие зондовые микроскопы нашли применение практически во всех областях науки. В физике, химии, биологии используют в качестве инструмента исследования СЗМ. В частности, такие междисциплинарные науки, как материаловедение, биохимия, фармацевтика, нанотехнологии, физика и химия поверхности, электрохимия, исследование коррозии, электроника (например, МЭМС), фотохимия и многие другие.
Перспективным направлением считается совмещение сканирующих зондовых микроскопов с другими традиционными и современными методами исследований, а также создание принципиально новых приборов. Например, совмещение СЗМ с оптическими микроскопами (традиционными и конфокальными микроскопами), электронными микроскопами, спектрометрами (например, спектрометрами комбинационного (рамановского) рассеяния и флюоресцентными), ультрамикротомами.

## Производители СЗМ в России и СНГ в алфавитном порядке

### АНО «Институт нанотехнологий МФК»
Институт нанотехнологий Международного фонда конверсии .
— российская некоммерческая научно-технническая компания, работающая в сфере создания нанотехнологического лабораторного оборудования с 1996 года. Среди выпускаемого в настоящее время оборудования — нанотехнологический комплекс «Умка» . на базе сканирующего туннельного микроскопа (СТМ), позволяющего исследовать как проводящие, так и слабопроводящие материалы. В комплекс также входит установка для заточки зондов СТМ.

### ООО «АИСТ-НТ»
ООО «АИСТ-НТ» — российская компания, созданная в Зеленограде в 2007 году группой разработчиков, вышедших из ЗАО «NT-MDT». Занимается производством сканирующих зондовых микроскопов.

### ООО «Нано Скан Технология»
ООО «Нано Скан Технология» — компания, основанная в Долгопрудном в 2007 году. Специализируется на разработке и производстве сканирующих зондовых микроскопов и комплексов на их основе для научных исследований и образования.
В настоящее время компания разработала и производит 2 модели сканирующих зондовых микроскопов исследовательского класса и 4 научно-исследовательских комплекса на основе СЗМ. Научно-исследовательские комплексы, производимой этой компанией, включают в себя СЗМ, оптическое и спектральное оборудование для комплексных исследований свойств объектов изучения.

### ООО «НТ-СПб»
ООО «НТ-СПб» — компания, созданная в Санкт-Петербурге на основе лаборатории Зондовой микроскопии Института аналитического приборостроения РАН и с 2003 года работает на рынке нанотехнологического оборудования и в настоящее время компания является резидентом Технопарка Университета ИТМО. Предложенный и произведенный в «НТ-СПб» учебный зондовый микроскоп завоевал большую популярность в России и за рубежом. Компания занимается производством сканирующих зондовых микроскопов, а также образовательной деятельностью в школах, ВУЗах и технопарках. В настоящее время компания предлагает:
- Учебно-образовательный комплекс NanoTutor.
- СЗМ модуль для оптического микроскопа MicProbe.
- СЗМ для электронного микроскопа ProBeam.
- Дополнительное оборудование и аксессуары для СЗМ.

### «Микротестмашины», Белоруссия
Компания, производящая оборудование для научных исследований, в том числе одну модель сканирующего зондового микроскопа.

### ЗАО «NT-MDT»
ЗАО «NT-MDT» — российская компания, созданная в Зеленограде в 1989 году. Занимается производством сканирующих зондовых микроскопов для образования, научных исследований и мелкосерийного производства.
В настоящее время компания производит 4 модельных ряда, а также широкий ассортимент аксессуаров и расходных материалов: кантилеверы, калибровочные решетки, тестовые образцы.

### «Технологический институт сверхтвёрдых и новых углеродных материалов» (ФГБНУ ТИСНУМ), Россия
ФГБНУ ТИСНУМ.
- Разработка и развитие новых подходов к измерению физико-механических свойств материалов на наномасштабах.
- Создание оригинальных измерительных методик и приборов.
- Производство сканирующих нанотвердомеров серии «НаноСкан», сочетающих возможности классических наноинденторов и сканирующих зондовых микроскопов, имеющих ряд дополнительных уникальных возможностей.
- Производство наноинденторов.

### ООО НПП «Центр перспективных технологий»
ООО НПП «Центр перспективных технологий» — российское предприятие, работающее в области нанотехнологий. Создано в 1990 г. Специализируется на производстве сканирующих зондовых микроскопов «ФемтоСкан», атомных весов и аксессуаров, а также на разработке программного обеспечения. Является первой компанией, предложившей комплекс программного обеспечения для управления сканирующим зондовым микроскопом через Интернет.